# 다테노촌 (도야마현)
다테노촌(立野村)은 도야마현 니시토나미군에 있던 촌이다.현재 다카오카시 서부에 위치한 다테노 지역이다. 

## 역사
- 1889년 4월 1일 - 정촌제 시행에 의해 도나미군 다테노촌이 성립하였다.
- 1896년 3월 29일 - 군 개편에 의해 도나미군에서 분립해, 니시토나미군이 성립하여,  니시토나미군에 속하게 되었다.
- 1955년 4월 1일 - 다카오카시에 편입도되었다.